# Strong Openweight Tag Team Championship
O Strong Openweight Tag Team Championship (em japonês: STRONG無差別級王座, STRONG musabetsu-kyū ōza) é um campeonato de duplas de wrestling profissional de propriedade e promovido pela promoção japoenesa New Japan Pro-Wrestling (NJPW). O título é apresentado exclusivamente no programa de televisão NJPW Strong Live da NJPW nos Estados Unidos. Os atuais campeões são a Aussie Open (Kyle Fletcher e Mark Davis), que estão em seu segundo reinado como equipe e também individualmente.

## História
Em 8 de junho de 2022, a NJPW anunciou a criação do campeonato, disputado em um torneio de oito equipes que estava programado para determinar os campeões inaugurais, culminando em uma luta final no Strong: High Alert em 24 de julho de 2022. A Aussie Open (Kyle Fletcher e Mark Davis) derrotaram Christopher Daniels e Yuya Uemura na final do torneio para se tornarem os campeões inaugurais.

### Torneio inaugural
|  | Quartas de final Strong: Ignition (19 de junho) | Quartas de final Strong: Ignition (19 de junho)        | Quartas de final Strong: Ignition (19 de junho) |                                   |                                   | Semifinais Strong: Ignition (19 de junho) | Semifinais Strong: Ignition (19 de junho) | Semifinais Strong: Ignition (19 de junho) |  |  | Final Strong: High Alert (24 de julho) | Final Strong: High Alert (24 de julho) | Final Strong: High Alert (24 de julho) |  |
|  |                                                 |                                                        |                                                 |                                   |                                   |                                           |                                           |                                           |  |  |                                        |                                        |                                        |  |
|  | 1                                               | Stray Dog Army (Barrett Brown e Misterioso)            | Pin                                             |                                   |                                   |                                           |                                           |                                           |  |  |                                        |                                        |                                        |  |
|  | 1                                               | Stray Dog Army (Barrett Brown e Misterioso)            | Pin                                             |                                   |                                   |                                           |                                           |                                           |  |  |                                        |                                        |                                        |  |
|  | 8                                               | Midnight Heat (Eddie Pearl e Ricky Gibson)             | 8:28                                            |                                   |                                   |                                           |                                           |                                           |  |  |                                        |                                        |                                        |  |
|  | 8                                               | Midnight Heat (Eddie Pearl e Ricky Gibson)             | 8:28                                            |                                   | Stray Dog Army                    | Stray Dog Army                            | 7:27                                      |                                           |  |  |                                        |                                        |                                        |  |
|  |                                                 |                                                        |                                                 |                                   | Stray Dog Army                    | Stray Dog Army                            | 7:27                                      |                                           |  |  |                                        |                                        |                                        |  |
|  |                                                 |                                                        | Aussie Open                                     | Aussie Open                       | Pin                               |                                           |                                           |                                           |  |  |                                        |                                        |                                        |  |
|  | 4                                               | Aussie Open (Kyle Fletcher e Mark Davis)               | Aussie Open                                     | Aussie Open                       | Pin                               | Pin                                       |                                           |                                           |  |  |                                        |                                        |                                        |  |
|  | 4                                               | Aussie Open (Kyle Fletcher e Mark Davis)               |                                                 |                                   |                                   |                                           |                                           |                                           |  |  |                                        |                                        |                                        |  |
|  | 5                                               | The Dark Order (Alan Angels e Evil Uno)                | 12:44                                           |                                   |                                   |                                           |                                           |                                           |  |  |                                        |                                        |                                        |  |
|  | 5                                               | The Dark Order (Alan Angels e Evil Uno)                | 12:44                                           |                                   | Aussie Open                       | Aussie Open                               | Pin                                       |                                           |  |  |                                        |                                        |                                        |  |
|  |                                                 |                                                        |                                                 |                                   |                                   |                                           |                                           |                                           |  |  |                                        |                                        |                                        |  |
|  |                                                 |                                                        | Christopher Daniels e Yuya Uemura               | Christopher Daniels e Yuya Uemura | 11:57                             |                                           |                                           |                                           |  |  |                                        |                                        |                                        |  |
|  | 2                                               | Christopher Daniels e Yuya Uemura                      | Christopher Daniels e Yuya Uemura               | Christopher Daniels e Yuya Uemura | 11:57                             | Pin                                       |                                           |                                           |  |  |                                        |                                        |                                        |  |
|  | 2                                               | Christopher Daniels e Yuya Uemura                      |                                                 |                                   |                                   |                                           |                                           |                                           |  |  |                                        |                                        |                                        |  |
|  | 7                                               | The Factory (Aaron Solo e Nick Comoroto)               | 9:17                                            |                                   |                                   |                                           |                                           |                                           |  |  |                                        |                                        |                                        |  |
|  | 7                                               | The Factory (Aaron Solo e Nick Comoroto)               | 9:17                                            |                                   | Christopher Daniels e Yuya Uemura | Christopher Daniels e Yuya Uemura         | Pin                                       |                                           |  |  |                                        |                                        |                                        |  |
|  |                                                 |                                                        |                                                 |                                   | Christopher Daniels e Yuya Uemura | Christopher Daniels e Yuya Uemura         | Pin                                       |                                           |  |  |                                        |                                        |                                        |  |
|  |                                                 |                                                        | TMDK                                            | TMDK                              | 10:02                             |                                           |                                           |                                           |  |  |                                        |                                        |                                        |  |
|  | 3                                               | West Coast Wrecking Crew (Jorel Nelson e Royce Isaacs) | TMDK                                            | TMDK                              | 10:02                             | 10:21                                     |                                           |                                           |  |  |                                        |                                        |                                        |  |
|  | 3                                               | West Coast Wrecking Crew (Jorel Nelson e Royce Isaacs) |                                                 |                                   |                                   |                                           |                                           |                                           |  |  |                                        |                                        |                                        |  |
|  | 6                                               | TMDK (Mikey Nicholls e Shane Haste)                    | Pin                                             |                                   |                                   |                                           |                                           |                                           |  |  |                                        |                                        |                                        |  |

## Reinados
Até 16 de março de 2025, houve três reinados entre duas equipes compostas por quatro campeões individuais. Os campeões inaugurais foram a Aussie Open (Kyle Fletcher e Mark Davis). Chris Sabin é o campeão mais velho com 40 anos, enquanto Kyle Fletcher é o mais jovem com 23.
Os atuais campeões são o Aussie Open (Kyle Fletcher e Mark Davis), que estão em seu segundo reinado, tanto como equipe quanto individualmente. Eles derrotaram os campeões anteriores The Motor City Machine Guns (Alex Shelley e Chris Sabin) e Dream Team (Hiroshi Tanahashi e Kazuchika Okada) no Capital Collision em 15 de abril de 2023, em Washington, DC.
| Nº          | Ordem de reinados na história.                    |
| Reinado     | O número de reinados de cada lutadora.            |
| Dias Rec.   | Número de dias detidos reconhecidos pela promoção |
| Localização | A cidade em que o título foi conquistado.         |
| Evento      | O evento em que o título foi conquistado.         |
| Defesas     | Número de defesas bem-sucedidas.                  |

| Nº | Campeões                                                 | Mudança de campeões   | Mudança de campeões   | Mudança de campeões | Estatísticas do reinado | Estatísticas do reinado | Estatísticas do reinado | Estatísticas do reinado | Notas | Ref.  |
| Nº | Campeões                                                 | Data                  | Evento                | Local               | Reinado                 | Dias                    | Dias Rec.               | Defesas                 | Notas | Ref.  |
| -- | -------------------------------------------------------- | --------------------- | --------------------- | ------------------- | ----------------------- | ----------------------- | ----------------------- | ----------------------- | --- | ----- |
| 1  | Aussie Open (Kyle Fletcher e Mark Davis)                 | 24 de julho de 2022   | Strong: High Alert    | Charlotte, NC       | 1                       | 96                      | 76                      | 3                       | Derrotaram Christopher Daniels e Yuya Uemura nas finais de um torneio de oito equipes para se tornarem os campeões inaugurais. A New Japan Pro-Wrestling reconhece este reinado como tendo início em 13 de agosto de 2022, quando a luta foi ao ar. | [ 5 ] |
| 2  | The Motor City Machine Guns (Alex Shelley e Chris Sabin) | 28 de outubro de 2022 | Rumble on 44th Street | Nova Iorque, NY     | 1                       | 169                     | 169                     | 3                       | Esta foi uma luta three-way de duplas, que também envolveu The DKC e Kevin Knight. | [ 6 ] |
| 3  | Aussie Open (Kyle Fletcher e Mark Davis)                 | 15 de abril de 2023   | Capital Collision     | Washington, D.C.    | 2                       | 701+                    | 701+                    | 1                       | Esta foi uma luta three-way de duplas, que também envolveu Dream Team (Hiroshi Tanahashi e Kazuchika Okada). | [ 7 ] |